# MILU
『M.I.L.U.』（ミル）は、グレイトフルデイズが開発･運営するMMORPG形式のオンラインゲームである。

## 概要
いわゆるメタバース系のオンラインゲームの一つ。各プレーヤーはアバターの目や口、耳及び服装をカスタマイズする事で自分の分身のキャラクターを作成し、ミルの世界の中で活動することが出来る。また、闘う要素が入っていないことが、本ゲーム最大の特徴。ミルの世界では釣りや採集といった活動をしながら、ミルトモと呼ばれる友達を作り、コミュニケーションを図る事を目的としている。

## ゲームシステム

### マイページ
ミルにはマイページと呼ばれるSNS機能が備わっている。マイページでは日記やスクリーンショットをアップロードする事が出来るほか、つぶやき機能を利用できる。また、マイページには訪問履歴を確認できるようになっており。誰が自分のページを確認したかを確認する事が出来る。

### スマイルシステム
ゲーム内でのコミュニケーションを数値化しポイント及びランクに変換するシステム。
ゲーム内及びマイページでのコミュニケーション活動に対し、スマイルポイントと呼ばれるポイントを付与し一定数ポイントが溜まると「スマイルランク」と呼ばれるランクが上がる。ゲーム内にはスマイルランクが一定数ないと使用できないアイテムが存在しているため、レベルとは違う指標となっている。一日の上限がある。

### コレクションシステム
「コレクションブック」というアイテムを購入し、これに所定のアイテムを格納し、完成させる事でポイントの取得が可能である。コレクションランクを上げる事によって、様々な特典を得る事が可能。

### ペットシステム
動物の島に行き、運営イベントまたは調合で作る[友達の素]を使い、動物と仲良くなることでペットを飼う事が可能である。ペットにアイテムを持たせることが可能。2014年8月にはペットにペット用の装備を取り付けたり、レベル20以上のペットはアバター自身とは別に個人商店を出すこともできるようになっている。

### バディシステム
Lvが20になるまでプレイヤー同士が相互にサポートするシステムで、サポートする側をバディと呼び、される側をビギ（ビギナー）と呼ぶ。
師弟関係のようなもので、師匠、先生などと呼ばれたり、家族として考える場合はバディを[パパ]や[ママ]呼んだりもする。
また、バディとビギが同時にログインしていると、相互に経験値のボーナスが加算される。また、ビギのレベルが5の倍数になった時に、バディにゴールドが入ったり、経験値を入手出来るアイテムがバディ報酬として配付される。

### 個人商店
各々のプレイヤーが、自らの不要品を売却する為のシステム。取引可能なアイテムに自由に値段を付け、売る事が可能である。アイテムが売れた場合、売値の２％が手数料として引かれる。一定箇所に密集して出店される傾向にあるため、アバターの密度が増えて見辛くなったり、ゲームの動作が重たくなる事もあるため、2010年11月現在、新人の快適なプレイを支援する為に、新人応援サーバ（0サーバ）では露店を開く事は出来ない。

### ハウスシステム（MILUハウス）
2010年12月15日より追加されたシステム。各プレイヤーごとに「庭」と「室内」の2つのエリアで構成された家を持ち、内部に家具アイテムを自由に設置できる。

## キャラクター

### NPC
このゲームに存在する固定キャラクターで、アイテムの売買・修理などを行うことが可能である。お店系のNPCは、アイテムを修理・売却する事が可能だが、アイテムの種類によって修理金額が25%OFFになったり、下取り額が倍額（魚は1.2倍）になったりする有利なNPCが決まっている。（以下に記載されている金額や確率、個数などの数値は、期間限定で変更される事があるが、ここでは標準の状態を記載する）
ピシュル
釣り用品店の女性。魚などを売却したり、竿を購入・チューニング・修理することができる。姉妹店として「亀」が島内の数カ所に存在する。しばし「ビシュル」「ビジュル」「ピシェル」などと誤記される事も多い。餌、竿、魚、魚かご、ゴールド引換券など（他にポータル、クラッカー、材料アイテム等他のカテゴリに含まないアイテム全てを含む。以下「ゴールド引換券など」にはこれらを全て含む）の売却、修理が有利である。（亀は餌、竿、魚、魚かごのみが有利）
トモエスカ
イベントショップの女性で、ピシュルの双子の妹。ピシュルで出来ることの他に、イベント用の特殊餌を購入することが可能である。ピシュルの妹。餌、竿、魚、魚かごの売却、修理が有利である。
モンテス
銀行を経営する男性。アイテムを預けることが可能。またルビーを支払うことで預ける領域を一定数増やすことができる。
ロイ、ルイ
村の中心で村を守る双子の警備員。運営への問い合わせが可能。
キューリ
カジュアルショップを経営する女性。主に服を購入・売却・修理することが可能。服全般、コスプレ衣装、ゴールド引換券などの売却、修理が有利である。
レイシ
ドレスショップを経営する女性。キューリよりもフォーマルな服を購入出来る。その他はキューリにほぼ準ずる。服全般、コスプレ衣装、靴、手袋の売却、修理が有利である。
ニューロン
雑貨店を経営する女性。帽子・靴などのアイテムを取り扱っている。靴、メガネ、カチューシャ、帽子、手袋、指輪の売却、修理が有利である。
シャシャ
魔法師の女性。アイテムを調合して別のアイテムを取得したり、アイテムをチューニングしたりする事が出来る。また一部の調合材料などをＧや、ルビーによって直接購入することも可能である。ゴールド引換券などの売却が有利である。
ヤナ
魔族と人間のハーフの魔女。特殊調合によって一部のコスチューム、羽などを入手できる。1グループごとに8種類のアイテムが設定されており、個別にどれを入手するかは選べない。ゴールド引換券などの売却が有利である。
カム
書店を経営している男性。注文書と呼ばれるアイテムや、コレクションブックなどを購入することが可能である。ゴールド引換券などの売却が有利である。
ロンバード
釣り専門家の男性。レベル20以上、且つチューニングレベル3以上の釣竿をハイパー化する事が可能である。ハイパー化するとランダムに属性と、深海魚に対する能力を上げることが出来る。
ホースバディ
ペットショップを経営する男性。話し掛けるとどうぶつの島へ移動でき、ペットを探す事ができる。他にペット用の餌やおもちゃ等を購入したり、ルビーを支払うことでペットの保有匹数を増やす事ができる。また、事情があって飼えなくなったペットを手放す事ができる。
マック
大柄な男性。ミルウェイと呼ばれる、セグウェイに似た乗り物を作ることが出来る（似ていない物も存在するが目的や使い方は同一）。装備すると移動速度が上昇する。また、エネルギー切れになった場合はゴールドを支払い充電する事が出来る。調合によってミルウェイのチューンアップも可能。
ジューコフ
魔導士の老人。マジカル調合といわれる、特殊な調合書を組み合わせた調合が可能。調合結果は予め定められた物の中からランダムに決定され、完全な失敗となる事はない（とはいえレアな物は出現率が低い）。
まっしゅ
キノコの精霊。きのこの森と、白ひげ鯨村を相互移動するのに使用出来る。きのこの森側のまっしゅでは、更に亀と類似する使い方が可能で釣りアイテムなどを販売している。
シーク
星の丘の頂上に生えている樹氷。白ひげ鯨村とアイスビレッジを相互移動する事が可能である。
ブックI/II
カムの隣にある本棚から飛び出して浮遊している魔法の本。Iは白ひげ鯨村とワンダーフォレストを、IIは白ひげ鯨村とロックバレーを相互移動する事が可能である。
ジュエル
ルビー専門店の女性。ルビーの必要なアイテムのみを専門に扱っているショップ。
ティム
時の砂漠の番人。
ラピル
音楽家の男性。楽器店を経営しており、音アイテムを販売している。音アイテムは使用すると周囲のプレイヤーに音が聞こえるようになっている。
メモリー
シャシャの姪の少女で、魔法使いの見習い。イベント期間後に一部のイベントアイテムを購入したり、シャシャと同様にアイテムの調合が可能だが、確率はシャシャに比べて下方修正されている。
モロゾーフ
スカイランドにいる老人の魔導士。スカイランド専用のアイテムの販売などを行っている。

## GA（ゲームアテンダント）
ゲーム運営スタッフのアバターである。時折ログインしているが、イベントを主催したり、ゲーム中にトラブルや疑問があった時に、相談することが可能である。また、ミルトモにならなくても、GAのログイン中に限ってミルトモリストの「CAST」タブから検索することが可能である。またかつてはGAI（ゲームアテンダント・インターン）と呼ばれ、現在はGA見習とされている、新人のGAが存在し、GAと同様にコミュニケーションを取ることが可能である。名前に「GA★」「GA見習★」がついており、また普段は「キャストユニホーム」と呼ばれる制服を着ており、一般のアバターと区別がつく様になっている。

### キャスト
一般のプレイヤーから公募によって選出されるボランティアで、イベント中にGAを補佐したり、ゲリライベントと呼ばれるイベントを主催することがある。キャスト活動中はGAと同様に制服を着用し、またキャストである事が分かる様に、赤地にCの白文字を名前の横に表示する事が可能であり、またそのアイコンの表示中のみキャスト活動中である。

## ミニゲーム
ミルにはいくつかのミニゲームが用意されており、プレイヤー同士で楽しむ事ができる。

### 釣り
湖や海などで魚釣りのミニゲームを楽しむ事が出来る。魚を釣りゲーム内のNPCに販売する事でゴールドと呼ばれるゲーム内通貨を得ることが出来る。本ゲーム内における経済活動の一環である。

#### 魚の種類
一般魚
釣竿のレベルに合わせて変化する普通の魚で、殆どの魚がこの種類である。また?のついた魚は精密検査によってアイテムを入手出来ることがある。イベント用の特殊餌を除き、全ての餌で釣る事が可能である。
特殊魚
釣竿のレベルに関わらず釣れる魚であり、属性の影響を受けることがない。?のついた魚は精密検査によってアイテムを入手出来ることがある。一般魚と同様に、イベント用の特殊餌を除き、全ての餌で釣る事が可能である。ニジマス（淡水非レア）、ニシキゴイ（淡水レア）、ホシザメ（海水非レア）、トラフグ（海水レア）などがこの種類の魚に該当する（先述の魚で一般魚として書かれている物もあるが、実質的な特性は特殊魚である）。
幻の魚
特別に大きなサイズの魚で、一般魚よりも力が強く釣り上げることが難しい。釣りの画面では魚の種類に関係なく、大きなあごを持ち、ダイヤモンドの様な宝石がついたたてがみのついた、架空の魚の姿をしており、釣り上げると本来の魚に変化する。?のついた魚は存在せず、売ると高額で引き取ってくれる。スプーン（エビ）系の餌でのみ釣り上げることが可能である。
深海魚
一旦、一般魚・幻の魚を釣り上げた後、それを餌にする事によって釣り上げることが可能な特殊な魚であり、接近している時には一つ前の釣り画面で、水底から泡が噴出する。非常に力が強く、更に釣っている間には画面中央のターゲットが絶えず移動する。また時折、俗に「食い逃げ」と呼ばれる、魚や釣竿のパワーと関係なく、そのまま画面奥にフェードアウトして逃げてしまう、所謂外れの魚がランダムで出現する。全ての魚に?がついており、精密検査によって一般魚とは異なる特殊なアイテムを入手出来ることがある。また深海魚という名称だが、淡水でも釣り上げる事は可能である。バブルのうちパワーサンダーバブル系は深海魚にのみ使用可能である。
シーラカンス
深海魚に食い逃げされた場合に、一定の確率で出現する特別な魚。特性は深海魚に近いが、中央ゲージは移動しない。やや体力が更に強化されている。全ての魚に?がついている。レベル40以上の場合のみ出現する。
ゴールデンフィッシュ
精密検査によって「魔法の鍵」を100%手に入れられる特殊な魚で、ランダムに出現する他、稀に深海魚の代わりに、上述の方法で釣れることがある。イベント用の特殊餌を除き、全ての餌で釣る事が可能である。時点ではレベル30以上の竿を利用することで釣り上げることが可能である。別名「金魚」とも呼ばれる
アイテムボックス
釣り上げるとその場でランダムでアイテムに変化する特殊な魚であり、釣り上げても経験値は加算されない。スプーン系の餌以外で釣ることが可能だが、グルテンと呼ばれる餌を用いると、高めの確率で釣る事が可能である。
ランダム魚
レベル1から100までの魚がランダムで現れるが、普通の魚よりも経験値が多く、全ての魚に?がついており、精密検査によって特殊なアイテムを手に入れる事が可能。餌はイベント用の特殊餌でなければどれでも良いが、レベル70以上になり、尚且つレベル70以上に設定された釣竿を装備している時のみ釣れる。
ユニーク魚
カッパなどの特殊な魚がこれに当たる。全ての魚に?がついており、精密検査によってユニーク魚に関する特殊なアイテムを手に入れる事が可能。挙動は深海魚同様中央ゲージが動き、力も強力である。餌はイベント用の特殊餌でなければどれでも良いが、レベル70以上になり、尚且つレベル70以上に設定された釣竿を装備している時のみ釣れる。
イベザメ、イベフグ
「イベント王は誰だ」という長期イベントにて、水曜日、土曜日、日曜日以外の1:30、3:30、6:30、11:30、16:30、21:30のそれぞれの時間帯に30分（実際は35分程度）、ゴールドビーチ釣り場のイケス内に放流される魚。この時間帯はイベント用の特殊な餌を除き、当該箇所では全ての餌でこれらの魚しか釣ることができなくなる。なおどの釣竿を使っている場合でもこの魚のみが釣れるが、イベント専用竹竿で釣り上げたもの以外はこのイベントの集計対象にはならない。いずれかの時間に一日あたり合計10匹以上を釣ると「参加」扱いとなり、開催日全てに「参加」すると一月ごとに皆勤賞の配布対象となる。しかし9匹以下でも皆勤賞の配布対象にはならないだけで、集計対象にはなる。
この他、イベント期間中は特殊な餌を用いることで、特殊な魚を釣り上げられることがあったり、イベザメやイベフグ以外の魚がイケス以外の場所も含めて「放流」されることもある。

#### ポイントポップ
水面の一定箇所に現れる光で、その付近に竿を投げると、「時短」「長さ」「魚種レベル」のいずれかのボーナスを得る事が可能である。また一定時間ごとに移動する大きな光の物が別個に存在し、MILU SCHOOLの二年生にて覚えられる、「魚群探知」の対応するスキルを使用する事で、ポイントポップとして使用する事が可能である。他にランダムに赤色のポイントポップが表示されることもあり、そこに向かって釣竿を投げると特殊な魚を釣る事ができる。

#### 釣り竿の種類
EX釣り竿
店で購入の出来る一般的な釣り竿で、その釣り竿に設定されている制限レベル前後のレベルの魚を釣ることが可能である。
プレミアム釣り竿
市販はされておらず、魚を精密検査して極稀に手に入れる、もしくは一部の調合によって作ることのできる釣り竿で、同等のEX釣り竿の制限レベルよりもやや高いレベルの魚を釣ることが可能である。
イベント専用竹竿
先述の「イベント王は誰だ」などの一部の釣りイベントに用いる竿で、対象のイベントではこの竿以外で釣り上げた魚は審査の対象外とされる。使用者のレベルに関係なく、レベル1からレベル10ぐらいまでの魚しか釣る事ができなくなっており、その他装備品によるステータス変化、スキルによるステータス変化は全て無効になる。更にチューニングは一切出来ず、また修繕が出来ない使い捨ての竿である。基本的に参加者のレベルや各人が持っている釣竿の性能を問わず、全く同じ基準で競争をする必要のあるイベントにて用いられる。この他に低レベルの魚はヒットまでの時間が短いことから、釣った魚の数のみが集計されるデイリーミッションの数を早く上げる目的として使用するプレイヤーも存在する。

### 協力釣り
ゲーム内ではパーティ釣りと呼ばれる釣り。最大8名のパーティメンバーと釣りを楽しむことが出来る。普通の釣りとは異なり、パーティー長がアメジストの欠片を海水エリアの水中に投げ込むことで出現する巨大な蛸の足に向かってパーティメンバーが竿を投げ、協力しながら釣りをする。協力釣りでしか獲得することの出来ないアイテムなどもある。なおアメジストの欠片以外の物で呼び寄せる場合や、それに応じて蛸の足ではない物を対象に行うこともある。
制限時間が表示された後に竿を投げ込むと、画面に矢印が1個から5個まで増えながらランダムで表示される為、カウントダウンが終了後それと同じ方向のキーを押して最後にスペースキーを押し、5回ヒットさせると1ラウンドが終了しダメージを与える事が可能である。ラウンド終了時に体力が残っていた場合はもう一度竿を投げて次のラウンドに進む事で再び5回ヒットさせると繰り返しダメージを与えられる。制限時間内に対象の体力をゼロにする事ができないとミスとなってしまう。また体力をゼロにするまでに竿を一度も投げ込んでいないメンバーは参加と見なされずなにも得る事ができない。また一部の強力な物に「制限時間が少ない」「体力が多い」「出現した矢印がカウントダウン後に消えるため、カウントダウン中に覚えなければならない」という物も存在する。

#### ペア釣り
協力釣りの一種で、ペア釣り用のパーティを作り2名のみのパーティメンバーで行う特殊な協力釣りである。ルールは協力釣りとほぼ同じである。

### 採集
ある一定の場所でシャベルを装備すると地面を掘り、アイテムを採集することが出来る。イベント期間中には通常とは違ったアイテムや材料などを手に入れる事ができる。

#### シャベルの種類
シャベル
刃の黒いシャベルで、地面からアメジスト（紫の結晶）が見えている所で使用する。スキルの「採集」を使用することで使用し「壊れたアメジストの破片」「アメジストの破片」「パラダイススプーン」などのアイテムを入手出来る。
魔法のシャベル
刃がピンク色のシャベルで、魔力の花（白い花が咲いている地点）で使用する。上述のシャベルと使用方法は異なり、装備した状態で魔力の花を右クリックすることで採集が可能。「魔力の花」「魔力を失った宝箱」などのアイテムを入手出来る。同一の地点で複数の人が採集する事は出来ない。
バスケット
スカイランドにて天空の果実を採集する時のみに使用する。他に天空に咲く花を採集する為の「フラワーバスケット」も存在する。
この他、イベント用の特殊な採集エリア、採集オブジェクトが存在することがあり、主にエリア単位で設定されるものには「シャベル」と採集スキルが使われ、具体的なオブジェクトに対して行われる物には「魔法のシャベル」と右クリックにて採集が行われるのが基本的である。またイベントによっては特殊な採集工具が必要な場合もある。また更にイベントによっては「自走」する採集オブジェクトも存在し、採集が終わった時や一定時間移動した後に消滅し、また右クリックをしようとした時にオブジェクトに動かれてしまうとミスになってしまう。